# Ромуальд Богомолець

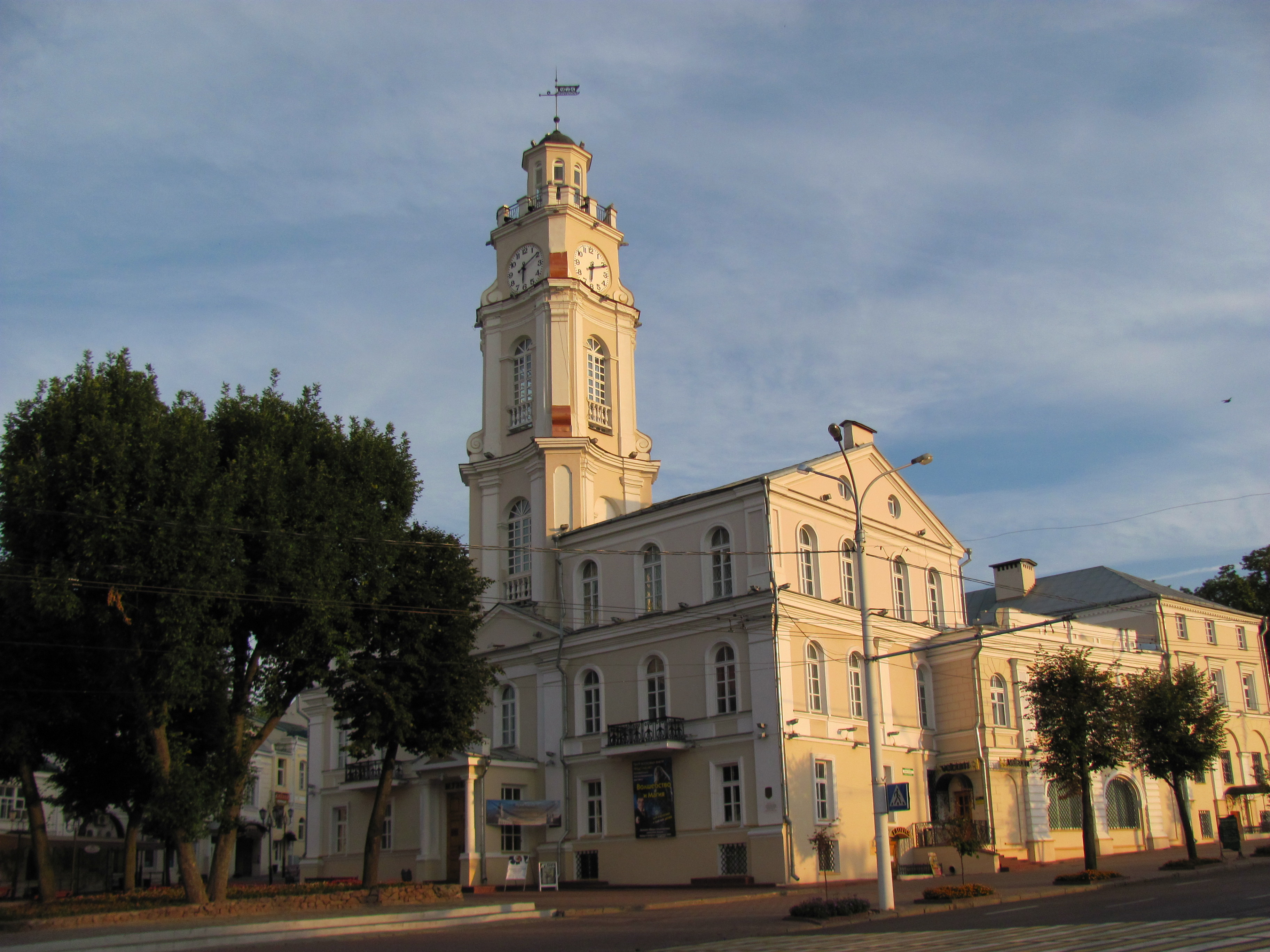
Вітебськ, Білорусь. Міська ратуша, де керував містом Ромуальд Богомолець. Нині — міський історичний музей

Ромуальд Богомолець (1782–1840) — один із представників «вітебської» гілки давнього литовсько-руського роду Богомольців гербу «Богорія»; бургомістр Вітебська (1812).

## Біографія
Син депутата Головного Литовського Трибуналу і сейму Речі Посполитої від Вітебського воєводства Пйотра-Тадеуша Богомольця (між 1727 і 1729 — після 1792). До розділів Речі Посполитої був одним із тих, хто чинив опір втручанню Російської імперії у внутрішні справи Речі Посполитої, але потім змушений був присягнути на вірність російській імператриці Катерині ІІ.
Чотири сини Петра-Тадеуша Богомольця, в тому числі й Ромуальд, служили в кавалергардах лейб-гвардії Кінного полку. Ромуальд дослужився до ротмістра.
1802—1805 — посол на сеймик Люцинського повіту.
1811—1814 — підкоморій Городецького повіту Вітебської губернії.
На початку франко-російської війни 1812 року Ромуальд Богомолець перебував у Вітебську. Якийсь час у місті знаходилася ставка імператора Франції Наполеона Бонапарта. В липні 1812 році Наполеон призначив губернатором Вітебщини генерала Шарпентьє. Генерал сформував місцеве самоуправління — «правлячу комісію». До неї увійшли і брати Богомольці — Ромуальд і Станіслав (1777/1778 — 1852). Ромуальд став мером Вітебська, а Станіслав — підпрефектом Правлячої комісії.
До тієї комісії входив граф Юзеф-Генріх фон дер Борх (1764—1835) — чоловік Анни Богомолець (бл. 1780 — ?), молодшої сестри Ромуальда і Станіслава Богомольців. Фон дер Борх іще у вересні 1799 року за особистим розпорядженням імператора Павла І був ув'язнений у Шліссельбурзькій фортеці.
Співробітництво з французами мало свої підстави. З Наполеоном шляхта колишньої Речі Посполитої пов'язувала надії на відновлення своєї держави, яка припинила існування в результаті трьох розподілів між Росією, Прусією і Австрією (у нинішньому гімні Польщі й досі є слова: «Дай нам приклад, Бонапарте, як перемагати»).
Після відходу Наполеона з Білорусі обох Богомольців і графа фон дер Борха оминули репресії. Що більше, Ромуальд Богомолець з 1816 року тричі обирався губернським маршалком (предводителем дворянства), а в 1817 році був нагороджений орденом Св. Анни II ступеню.
Серед заслуг Ромуальда Богомольця — побудова у Вітебській губернії поштових станцій із залученням коштів місцевої шляхти, будівництво вітебського Свято-Покровського кафедрального собору. Ромуальд Богомолець опікувався також справами першої Вітебської чоловічої гімназії.
Помер у Вітебську 9 квітня 1840 року.
Ромуальд Богомолець був одружений з баронесою Терезією фон Фелькерзам (1786—1862).
Правнуком Ромуальда Богомольця був відомий польський військовий, мандівник і письменник, кавалер ордену Почесного Легіону Анджей Богомолець (1900—1988)